# 日本多囊獅子魚
日本多囊獅子魚，為輻鰭魚綱鮋形目杜父魚亞目獅子魚科的其中一種，分布於西北太平洋區的日本、千島群島及堪察加半島東南部海域，棲息深度可達833公尺，體長可達77公分，為深海底棲性魚類，屬肉食性，生活習性不明。